# Otacílio Costa
Otacílio Costa este un oraș în Santa Catarina (SC), Brazilia.